# Júpiter (mitologia)
Júpiter (em latim: Iuppiter, Dis Pater ou Deus Pater; em grego:  Zeu pater; em sânscrito: Dyàuṣpítaḥ), também chamado de Jove (Jovis), é o deus romano do dia, do céu e do trovão e o rei dos deuses na mitologia romana, comumente identificado com o deus grego Zeus. Na mitologia romana Júpiter é o pai do deus Marte. Assim, Júpiter é o avô de Rómulo e Remo, os lendários fundadores de Roma. Júpiter é filho de Saturno e Ops. Na mitologia romana, ele negocia com Numa Pompílio, o segundo rei de Roma, para estabelecer os princípios da religião romana como oferendas e sacrifícios.

## Identificação com Zeus
A identificação entre Júpiter e Zeus não é tão simples quanto vários livros de mitologia sugerem.
Cícero, por exemplo, identificou três deuses de nome "Júpiter":
- Júpiter 1, filho do Éter, pai de Diana 1, Líber, Prosérpina, Hélio 1, e os Anaces: Tritopatreu, Eubuleu, e Dionísio 1
- Júpiter 2, filho do Céu, pai de Minerva 4 e das Musas
- Júpiter 3, filho de Saturno, pai de Minerva 3, das Nove Musas, dos Dióscuros (Castor e Pólux), e de Mercúrio 3, Apolo 3, Diana 2, Vulcano 3, Dionísio 4 e Vênus 3

O Júpiter associado à ilha de Creta é o terceiro.

## Nascimento
Os fados tinham comunicado ao seu pai, Saturno, que ele havia de ser afastado do trono por um filho que nascesse dele. Para evitar a concretização da ameaça do destino, Saturno devorava os filhos que mal acabavam de nascer. Quando Júpiter nasceu, a mãe, cansada de ver assim desaparecer todos os filhos, entregou a Saturno uma pedra, que o titã engoliu sem se dar conta do logro.
Sua mãe então o entregou às ninfas da floresta em que o havia parido.
Criado longe, na ilha de Creta, para não ter o mesmo destino cruel dos irmãos, ali cresceu alimentado pela cabra Amalteia. Quando esta cabra morreu, Júpiter usou a sua pele para fazer uma armadura que ficou conhecida por Égide.

## Rebelião
Quando chegou à idade adulta enfrentou o pai e, com a ajuda de uma droga, obrigou-o a vomitar todos os filhos que tinha devorado. Após libertar os irmãos do ventre paterno, empreendeu uma revolta (Titanomaquia). Saturno procurou seus irmãos para fazer frente ao jovem deus rebelde que, com seus irmãos, reuniram-se no Olimpo. Casou-se com Juno, sua irmã e filha preferida de Cibele.

## Filhos
Júpiter teve muitos filhos, tanto de deusas como de mulheres. Marte, Minerva e Vênus são seus filhos divinos, entre outros. Quando se apaixonava por mortais, Júpiter assumia diversas formas para se poder aproximar delas.
Baco era seu filho e da mortal Sémele. A jovem durante a gravidez insistiu que queria ver o pai do seu filho, em toda a glória. Júpiter tentou dissuadi-la, mas sem êxito. Quando o rei dos deuses se apresentou abertamente à sua amante, esta caiu fulminada. Júpiter tomou então o feto e colocou-o na sua barriga da perna, onde terminou a gestação.
Para conquistar a princesa Europa, transformou-se em touro branco. A jovem aproximou-se e Júpiter mostrou-se meigo. Quando Europa montou sobre o seu dorso, ele elevou-se nos ares e levou a princesa para a ilha de Creta, onde se uniu a ela. Dessa união nasceram Minos, Radamanto e Sarpedão.
Noutra altura apaixonou-se por Alcmena, esposa de Anfitrião. Para a conquistar, assumiu a forma do próprio marido e contou com a ajuda de Mercúrio, que tomou a forma do criado Sósia. Dessa união nasceu o semi-deus Hércules.

Filhos divinos de Júpiter
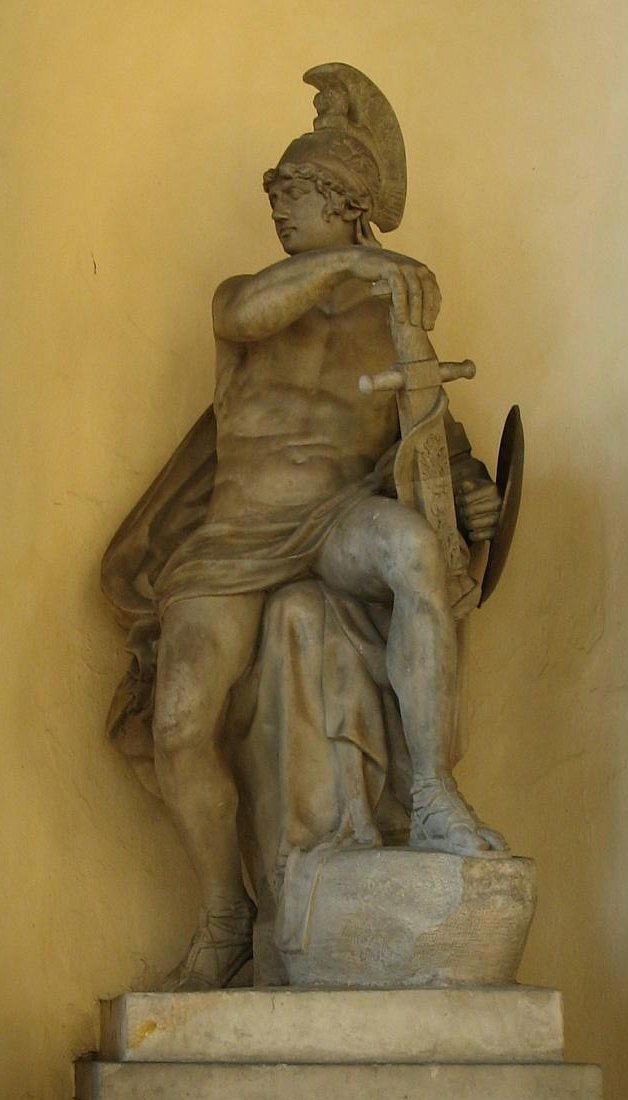
Marte por Johann Gottfried Schadow, século XIX
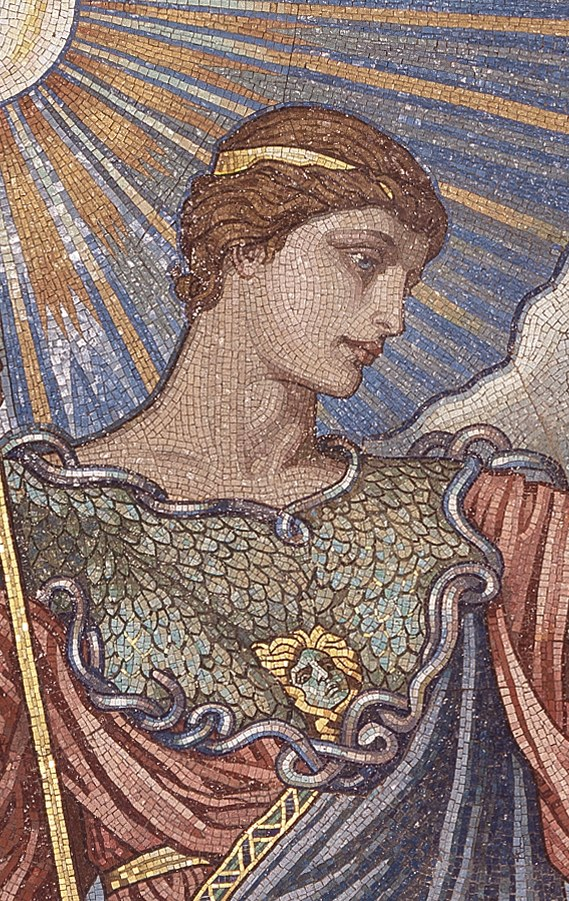
Minerva por Elihu Vedder, mosaico no Edifício Thomas Jefferson
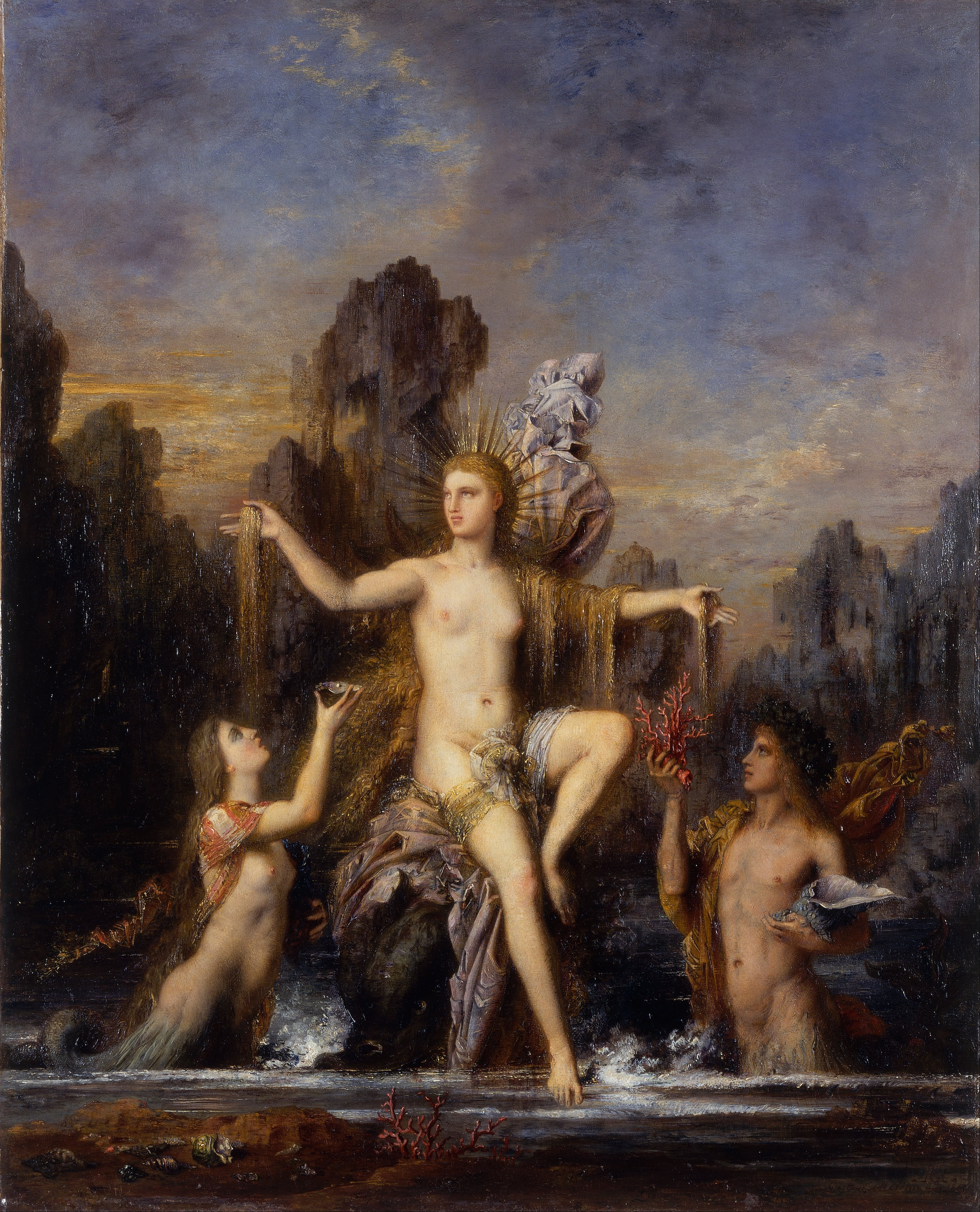
Vênus nascendo do mar por Gustave Moreau, 1866, no Museu de Israel